# Sendai Girls' Pro Wrestling
Sendai Girls' Pro Wrestling es una empresa femenina de lucha libre profesional japonesa independiente en Japón fundada en 2005. Tiene su sede en la ciudad de Sendai, Miyagi, en la región de Tohoku.

## Historia
Sendai Girls 'Pro Wrestling fue fundada en 2005 por Meiko Satomura, una luchadora profesional femenina que logró el éxito en la década de 2000 con la empresa femenina Gaea Japan, y Jinsei Shinzaki, un luchador profesional masculino que también es presidente de Michinoku Pro Wrestling.
Como la única luchadora experimentada en la lista inicial, Satomura se desempeñó como entrenadora y reservadora además de sus deberes como luchadora. El 9 de julio de 2006, la nueva empresa celebró su primer evento frente a 2498 fanáticos en el Sun Plaza de Sendai. Este espectáculo consistió en que las primeras cuatro luchadoras de Senjo debutaran en combates individuales contra cuatro leyendas de joshi puroresu. El evento principal contó con Satomura contra Aja Kong, con quien se ha peleado durante toda su carrera. Debido al pequeño tamaño de la lista, la mayoría de los programas posteriores de Senjo han presentado a las chicas Sendai enfrentadas a luchadores de otras empresas.
Se confirmó que Sendai realizará un evento el 27 de julio de 2019 en Manchester, Inglaterra, junto con la empresa británica Fight Club: PRO. Este será el primer evento de Sendai fuera de Japón.

## Campeonatos
| Campeonato                         | Actual (es) campeona (as)               | Reinado | Fecha                 | Días  | Localización   | Excampeona (as)                                 |
| ---------------------------------- | --------------------------------------- | ------- | --------------------- | ----- | -------------- | ----------------------------------------------- |
| Sendai Girls World Championship    | Chihiro Hashimoto                       | 5       | 13 de octubre de 2019 | 1976+ | Sendai, Miyagi | Sareee                                          |
| Sendai Girls Tag Team Championship | Dash Chisako (5) & Hiroyo Matsumoto (1) | 1       | 13 de octubre de 2019 | 1976+ | Sendai, Miyagi | Medusa Complex (Charli Evans & Millie McKenzie) |
| Sendai Girls Junior Championship   | Manami                                  | 1       | 13 de octubre de 2019 | 1976+ | Sendai, Miyagi | Mikoto Shindo                                   |

## Personal de Sendai Girls' Pro Wrestling
| Nombre            | Nombre Real       | Notas                                                |
| ----------------- | ----------------- | ---------------------------------------------------- |
| Ami Sato          | Ami Sato          |                                                      |
| Charli Evans      | Evie Carey        | Contrato libre.                                      |
| Chihiro Hashimoto | Chihiro Hashimoto | Campeona Mundial de Sendai Girls.                    |
| Dash Chisako      | Chisako Jumonji   | Campeona en Parejas de Sendai Girls.                 |
| Heidi Katrina     | Heidi Katrina     |                                                      |
| Hiroyo Matsumoto  | Hiroyo Matsumoto  | Contrato libre. Campeona en Parejas de Sendai Girls. |
| Manami            | Manami Aikawa     | Campeona Junior de Sendai Girls.                     |
| Meiko Satomura    | Meiko Satomura    | Entrenadora principal. Booker. Cofundadora           |
| Mika Iwata        | Mika Iwata        |                                                      |
| Mikoto Shindo     | Mikoto Shindo     |                                                      |
| Millie McKenzie   | Millie Read       | Contrato libre.                                      |
| Sareee            | Sari Fujimura     |                                                      |